# I Will Get There
«I Will Get There» — сингл, записанный американской группой Boyz II Men, для саундтрека к анимационному фильму Принц Египта кинокомпании DreamWorks. Песня провела 41 день в чарте Billboard Hot 100, и, к маю 2008 года остается последним хитом группы, вошедшим в 40 лучших песен.
Автором песни стала Дайан Уоррен, продюсеры: Jimmy Jam, Terry Lewis и Boyz II Men. Группа записала песню А капелла, и она сразу же поднялась на 32 место в чарте после выпуска сингла. Режиссёром музыкального видео к песне «I Will Get There» стал Даррен Грант.

## Список композиций
1. «I Will Get There» (Build Up Edit) — 4:06
2. «I Will Get There» (Build Up Mix) — 4:17
3. «I Will Get There» (LP version) — 4:20
4. «I Will Get There» (A cappella with strings) — 4:18